# Cuis
Cuis település Franciaországban, Marne megyében. Lakosainak száma 368 fő (2022. január 1.). Cuis Pierry, Chouilly, Cramant, Grauves, Mancy és Monthelon községekkel határos.

## Népesség
A település népességének változása:
| Lakosok száma | 418  | 437  | 448  | 388  | 406  | 398  | 386  | 369  | 370  | 368  |
|               | 1968 | 1982 | 1990 | 2006 | 2013 | 2015 | 2017 | 2019 | 2020 | 2022 |